# Урта-Тубе
Урта́-Тубе́ или Мысовая (Уртатубе; баш. Урта-Түбә) — древнейшая палеолитическая стоянка на Урале. Расположена на западном берегу озера Карабалыкты, у деревни Ташбулатово Абзелиловского района Башкортостана. Является многослойным поселением ашельской культуры.

## История изучения
В 1959—1961 годах была открыта и исследована Г. Н. Матюшиным. Он назвал стоянку Мысовой. Им выделены 2 слоя — мезолитический и неолитический (Карабалыкты VII). На стоянке Мысовая II найдены изделия из глины, напоминающие катушки, конусы, которые, предположительно, играли роль шахматных фигур.
В 1962—1968 годах были раскопаны культурные слои мезолита, неолита и более позднего времени.
В 1971 году археолог О. Н. Бадер исследовал нижний палеолитический слой мощностью более 2 метров, собрал богатый материал кремнёвых орудий, нуклеусов и отщепов, сходных с орудиями ашельской культуры и мустьерской культуры, и серию оригинальных ручных рубящих орудий. Он назвал стоянку Урта-Тубе.

## Описание
Площадь участка — 100 м². Стоянка расположена на мысе, который представляет собой небольшую возвышенность, сложенную туфовыми породами.
Отложения поселения содержали культурные остатки эпох палеолита, мезолита, неолита, энеолита, поздней бронзы и раннего железа. На поселении выявлены следы жилища раннего палеолита, устроенного в расщелине между скал. Там были обнаружены чопперы и ручные рубила-бифасы. Орудия ашельского типа изготовлены из тёмно-серой яшмы.
Найденные орудия более позднего времени представляются черепаховидными нуклеусами, мустьерскими остроконечниками. Они не окатаны и относятся к более позднему времени, чем мустье — 200—120 тыс. лет назад.
Материалы Урта-Тубе свидетельствуют о первоначальном заселении Урала неандертальцами, продвигавшимися с юга на север. Останков самих неандертальцев в Урта-Тубе не обнаружено.
Находки стоянки Урта-Тубе хранятся:
- в фонде археологии Башкирского государственного университета (ныне Уфимский университет науки и технологий);
- в Музее археологии и этнографии.